# Khoudaïr al-Khouzaï
Khoudaïr al-Khouzaï, est un homme d'État irakien. Il est un des deux vice-présidents de la République d'Irak de 2011 à 2014. Il assure l'intérim de 2012 à 2014, durant la convalescence du président Jalal Talabani,.